# Adesmia retusa
Adesmia retusa är en ärtväxtart som beskrevs av August Heinrich Rudolf Grisebach. Adesmia retusa ingår i släktet Adesmia och familjen ärtväxter. Inga underarter finns listade i Catalogue of Life.